# Depot von Großhänchen
Das Depot von Großhänchen ist ein archäologischer Depotfund aus der Frühbronzezeit, der bei Großhänchen im Landkreis Bautzen entdeckt wurde.
Der Hortfund wurde 1883 entdeckt, die genauen Fundumstände sind jedoch unbekannt. Er besteht aus zwei größeren und zwei kleineren Ösenhalsringen, zwei dünneren und zwei dickeren schweren ovalen offenen Ringen, einem Ringbruchstück mit Stempelende und zwei Bruchstücken einer Armspirale. Die Datierung auf 1800 bis 1600 v. Chr. weist den Fund der Aunjetitzer Kultur zu.